# محمد الفيتوري
محمد الفيتوري (14 أبريل 1925 - 10 أبريل 2006) محامي وسياسي ودبلوماسي تونسي تولى مسؤوليات وزارية في حكومة الهادي نويرة في عهد الرئيس الحبيب بورقيبة.

## سيرته
درس الفيتوري الحقوق وامتهن المحاماة منذ بداية الستينات. انتخب في سبتمبر 1969 نائبا في مجلس الأمة عن دائرة القيروان الثانية وأُعيد انتخابه عامي 1974 و 1979. دخل الحكومة لأول مرة في 6 نوفمبر 1970 كوزير للعدل وبقي في المنصب إلى 29 أكتوبر 1971 تاريخ تعيينه وزيرا للمالية خلفا لعبد الرزاق الرصاع. كلّف في 26 ديسمبر 1977 بحقيبة وزارة الخارجية مكان الحبيب الشطي المستقيل وبقي في المنصب إلى 15 أبريل 1980 تاريخ انسحاب الهادي نويرة من الوزارة الأولى. شهدت فترة توليه المنصب انتقال مقر جامعة الدول العربية إلى تونس وانتخاب الشاذلي القليبي أمينا عاما.

## روابط خارجية
- محمد الفيتوري على موقع مونزينجر (الألمانية)